# Nationella Alliansen
Nationella Alliansen  (Den Nationale Alliance) er en svensk nynazistisk organisation, der er ledet af Robert Vesterlund. Tidligere gik organisationen under navnet SUNS (Stockholms Unga NationalSocialister). Siden 1996 har organisationen haft sit nuværende navn.
| Forening eller organisation | Spire Denne artikel om en forening eller organisation er en spire som bør udbygges. Du er velkommen til at hjælpe Wikipedia ved at udvide den. |